# Меловое (Воронежская область)
Меловое — упразднённый в 2008 году посёлок  в Бутурлиновском районе Воронежской области России, включён в черту пгт. Нижний Кисляй, население на момент упразднения составляло 44 жителя

## Инфраструктура
Территория бывшего посёлка обслуживается участковым уполномоченным полиции (участок № 2502), территориально находящимся в поселке Нижний Кисляй.